# Plano orbital

De los elementos orbitales, el plano orbital se representa como P1.

El plano orbital de un objeto orbitando alrededor de otro es el plano geométrico en el cual está contenida la órbita. Bastan tres puntos en el espacio para definir el plano orbital: el centro del objeto más pesado, el centro del segundo objeto (objeto que orbita) y el centro de este último objeto transcurrido un tiempo.
Por definición, la inclinación de un planeta en el sistema solar es el ángulo entre su plano orbital y el plano orbital de la Tierra. En otros casos, por ejemplo un satélite en órbita en torno a otro planeta, es conveniente definir la inclinación de la órbita del satélite como el ángulo entre su plano orbital y el ecuador del planeta.